# Лузский район
Лу́зский райо́н — административно-территориальная единица (район) на северо-западе Кировской области России. В рамках организации местного самоуправления в границах района существует муниципальное образование Лузский муниципальный округ (с 2004 до 2021 гг. — муниципальный район).
Административный центр — город Луза.

## География
Площадь — 5360 км². На юге граничит с Подосиновским и Опаринским районами Кировской области, на востоке — с республикой Коми, на севере — с Архангельской областью, на западе граничит с Вологодской областью. Основные реки — Лала, Залесская Лала, Шелюг, Лунданка, Луза, Лехта, Вонил.

## История
Лузский сельский район с центром в городе Лузе был образован 1 февраля 1963 года на основании решения пленума ЦК КПСС «О развитии экономики СССР и перестройке партийного руководства народным хозяйством» от 19—23 ноября 1962 года в результате объединения Лальского и Подосиновского районов. В 1965 году Лузский район был разукрупнён с передачей части территории восстановленному Подосиновскому району.

## Население
| 1970    | 1979    | 1989    | 2002    | 2009    | 2010    | 2011    | 2012    | 2013    |
| ------- | ------- | ------- | ------- | ------- | ------- | ------- | ------- | ------- |
| 35 985  | ↘29 953 | ↘26 743 | ↘22 599 | ↘20 193 | ↘18 688 | ↘18 604 | ↘18 019 | ↘17 513 |
| 2014    | 2015    | 2016    | 2017    | 2018    | 2019    | 2020    | 2021    |         |
| ↘17 070 | ↘16 602 | ↘16 289 | ↘15 997 | ↘15 671 | ↘15 223 | ↘14 827 | ↘13 425 |         |

### Урбанизация
Городское население (город Луза и рабочий посёлок Лальск) составляет  86,21 % от всего населения района (округа).

## Населённые пункты
В Лузском районе (муниципальном округе) 134 населённых пункта, в том числе два городских (среди которых город и рабочий посёлок), а также 132 сельских населённых пункта.
| №   | Населённый пункт      | Тип     | Население |
| --- | --------------------- | ------- | --------- |
| 1   | Луза                  | город   | ↘9122     |
| 2   | Лальск                | пгт     | ↘2452     |
| 3   | Аксёновская           | деревня | 49        |
| 4   | Александрово          | деревня | 3         |
| 5   | Аленкино              | деревня | 0         |
| 6   | Алешево               | деревня | 2         |
| 7   | Андреева Гора         | деревня | 58        |
| 8   | Антипино              | деревня | 16        |
| 9   | Антюшевская           | деревня | 6         |
| 10  | Бабаевская            | деревня | 3         |
| 11  | Барминская            | деревня | 1         |
| 12  | Березино              | деревня | 0         |
| 13  | Бечковская            | деревня | 5         |
| 14  | Боброво               | деревня | 0         |
| 15  | Большедорская         | деревня | 1         |
| 16  | Большое Заборье       | деревня | 5         |
| 17  | Боровица              | посёлок | 328       |
| 18  | Бурдуково             | деревня | 13        |
| 19  | Бурковская            | деревня | 0         |
| 20  | Бушковская            | деревня | 3         |
| 21  | Васильева Горка       | деревня | 2         |
| 22  | Васковская            | деревня | 0         |
| 23  | Вахрушево             | деревня | 7         |
| 24  | Вачелово              | деревня | 0         |
| 25  | Вердюковская          | деревня | 0         |
| 26  | Верхнее Липово        | деревня | 16        |
| 27  | Верхне-Лалье          | село    | 180       |
| 28  | Гавриловская          | деревня | 0         |
| 29  | Годово                | деревня | 7         |
| 30  | Грибошино             | деревня | 9         |
| 31  | Грибошинский Выставок | деревня | 0         |
| 32  | Данилово              | деревня | 0         |
| 33  | Демидовская           | деревня | 0         |
| 34  | Дресвище              | деревня | 16        |
| 35  | Егошинская            | деревня | 33        |
| 36  | Ельцова Гора          | деревня | 7         |
| 37  | Емельяниха            | деревня | 16        |
| 38  | Емельяново            | деревня | 15        |
| 39  | Емельяновская         | деревня | 0         |
| 40  | Ерзовка               | деревня | 39        |
| 41  | Ершово                | деревня | 3         |
| 42  | Ершовская Запань      | деревня | 1         |
| 43  | Ефаново               | деревня | 171       |
| 44  | Животово              | деревня | 158       |
| 45  | Заболотье             | деревня | 0         |
| 46  | Загарье               | деревня | 6         |
| 47  | Захаровская           | деревня | 3         |
| 48  | Захаровский Выставок  | деревня | 1         |
| 49  | Зубарево              | деревня | 5         |
| 50  | Ивашево               | деревня | 9         |
| 51  | Игнатьевская          | деревня | 0         |
| 52  | Исток                 | деревня | 40        |
| 53  | Каравайково           | деревня | 160       |
| 54  | Кикосовская           | деревня | 7         |
| 55  | Клобуково             | деревня | 7         |
| 56  | Княже                 | деревня | 0         |
| 57  | Козинская             | деревня | 17        |
| 58  | Комельская            | деревня | 20        |
| 59  | Копылово              | деревня | 14        |
| 60  | Косково               | деревня | 3         |
| 61  | Кузнецово             | деревня | 53        |
| 62  | Кузьминская           | деревня | 12        |
| 63  | Куликово              | деревня | 195       |
| 64  | Курлаковская          | деревня | 0         |
| 65  | Лопотово              | деревня | 25        |
| 66  | Лухтаново             | деревня | 19        |
| 67  | Лычаково              | деревня | 20        |
| 68  | Льнозавод             | деревня | 2         |
| 69  | Ляпково               | деревня | 9         |
| 70  | Макуха                | разъезд | 0         |
| 71  | Малое Заборье         | деревня | 0         |
| 72  | Малое Стройково       | деревня | 0         |
| 73  | Матвеевская           | деревня | 7         |
| 74  | Медведевская          | деревня | 7         |
| 75  | Миняевская            | деревня | 0         |
| 76  | Моисеева Гора         | деревня | 4         |
| 77  | Мысовская             | деревня | 9         |
| 78  | Мясовская             | деревня | 19        |
| 79  | Надеевская            | деревня | 6         |
| 80  | Насоновская           | деревня | 1         |
| 81  | Никитинская           | деревня | 0         |
| 82  | Никулино              | деревня | 80        |
| 83  | Огорельцево           | деревня | 0         |
| 84  | Озерская              | деревня | 208       |
| 85  | Осинова Слободка      | деревня | 0         |
| 86  | Павлушинская          | деревня | 6         |
| 87  | Пантелеево            | деревня | 49        |
| 88  | Папулово              | деревня | 238       |
| 89  | Пасхалинская          | деревня | 5         |
| 90  | Перевалово            | деревня | 2         |
| 91  | Перевоз               | деревня | 4         |
| 92  | Першино               | деревня | 0         |
| 93  | Пестово               | деревня | 18        |
| 94  | Пестовская            | деревня | 42        |
| 95  | Песчанка              | деревня | 4         |
| 96  | Петровщина            | деревня | 3         |
| 97  | Пловская              | деревня | 2         |
| 98  | Пожарище              | деревня | 2         |
| 99  | Попово                | деревня | 12        |
| 100 | Прокошевская          | деревня | 1         |
| 101 | Пятинская             | деревня | 9         |
| 102 | Родионова Гора        | деревня | 0         |
| 103 | Романова Гора         | деревня | 9         |
| 104 | Руччерп               | деревня | 7         |
| 105 | Своробово             | деревня | 0         |
| 106 | Северные Полянки      | посёлок | 188       |
| 107 | Семеновская           | деревня | 1         |
| 108 | Сирино                | деревня | 31        |
| 109 | Скалепово             | деревня | 0         |
| 110 | Соколино              | деревня | 125       |
| 111 | Спирина Гора          | деревня | 1         |
| 112 | Старомонастырская     | деревня | 0         |
| 113 | Старчевская           | деревня | 27        |
| 114 | Субботино             | деревня | 1         |
| 115 | Тереховская           | деревня | 0         |
| 116 | Тимошинская           | деревня | 10        |
| 117 | Турино                | деревня | 0         |
| 118 | Турково               | деревня | 11        |
| 119 | Уга                   | посёлок | 160       |
| 120 | Улановская            | деревня | 0         |
| 121 | Ухтенино              | деревня | 0         |
| 122 | Учка                  | село    | 135       |
| 123 | Ушкинская             | деревня | 14        |
| 124 | Ушкинский Выставок    | деревня | 3         |
| 125 | Ханюг                 | деревня | 0         |
| 126 | Харитоново            | деревня | 19        |
| 127 | Христофорово          | посёлок | ↘412      |
| 128 | Целяково              | деревня | 16        |
| 129 | Чирково               | деревня | 1         |
| 130 | Чируховская           | деревня | 0         |
| 131 | Чумовица              | деревня | 0         |
| 132 | Чураково              | деревня | 0         |
| 133 | Шурыгино Плесо        | деревня | 2         |
| 134 | Ярцево                | деревня | 12        |

### Упразднённые населённые пункты
- деревни Горка выставок (2015[22]),  Никитинская.

## Муниципальное устройство
В рамках организации местного самоуправления в границах района функционирует Лузский муниципальный округ (с 2004 до 2021 года — муниципальный район).
В конце 2004 года в образованном муниципальном районе были созданы 10 муниципальных образований, в том числе 2 городских и 8 сельских поселений (в границах сельских округов).
Законом Кировской области от 27 июля 2007 года упразднены Аникинское сельское поселение (включено в Лальское городское поселение);  Вымское сельское поселение (включено в Грибошинское сельское поселение с административным центром в посёлке Уге).
Законом Кировской области от 30 апреля 2009 года упразднены Верхнелальское сельское поселение (включено в Лальское городское поселение); Куликовское сельское поселение (включено в Лузское городское поселение).
Законом Кировской области от 28 апреля 2012 года упразднены Учецкое сельское поселение (включено в Лальское городское поселение); Христофоровское сельское поселение (включено в Лузское городское поселение); Грибошинское сельское поселение (включено в Папуловское сельское поселение).
С 2012 до конца 2020 года муниципальный район включал три муниципальных образования, в том числе два городских и одно сельское поселения:
1. Лузское городское поселение,
2. Лальское городское поселение,
3. Папуловское сельское поселение.

К январю 2021 года муниципальный район и все входившие в его состав городские и сельское поселения были упразднены и объединены в муниципальный округ. В административном районе упразднён единственный сельский округ (в границах которого и существовало сельское поселение).

## Председатели райисполкома
С 1939 по 1991 годы в райисполкоме председательствовали:
| Ф. И. О.                                         | Время замещения должности   |
| ------------------------------------------------ | --------------------------- |
| Колычев Павел Федорович                          | октябрь 1939 – апрель 1943  |
| Клепиков Иван Семенович                          | апрель 1943 – июль 1944     |
| Кузнецов Григорий Прокопьевич                    | июль 1944 – август 1951     |
| Шергин Виктор Алексеевич                         | август 1951 – февраль 1956  |
| Пирогов Яков Николаевич                          | февраль 1956 – ноябрь 1957  |
| Смирнов Павел Михайлович — партийный деятель     | декабрь 1957 – август 1961  |
| Румянцев Дмитрий Павлович                        | август 1961 – сентябрь 1962 |
| Белобородов Николай Иванович — партийный деятель | сентябрь – декабрь 1962     |
| Румянцев Дмитрий Павлович                        | декабрь 1962 – июль 1964    |
| Шабалин Валерий Георгиевич                       | январь 1965 – ноябрь 1970   |
| Лузгарев Павлин Павлинович                       | ноябрь 1970 – июль 1974     |
| Сластихин Алексей Севастьянович                  | июль 1974 – декабрь 1981    |
| Боричев Александр Павлович                       | декабрь 1981 – август 1986  |
| Брагин Владимир Геннадьевич                      | август 1986 – декабрь 1991  |

## Экономика
Сельское хозяйство, лесная и деревообрабатывающая промышленность. Бумажная фабрика, основанная в 1826 году, находится в пос. Фабричном. Лузский лесопромышленный комбинат.

## Транспорт
Железная и автомобильные дороги. Железная дорога связывает Лузский район с областным центром Кировом на юге и Котласом Архангельской области. Автобусное сообщение налажено со всеми населёнными пунктами района. Автомобильная дорога (73 км) связывает г. Лузу с Великим Устюгом Вологодской области.

## Известные уроженцы и жители
- Алфёров, Иван Прокопьевич (22 марта 1897 — 12 августа 1979) — советский военачальник, генерал-лейтенант (1944), Герой Советского Союза (21 июня 1944), родился в деревне Мысовской.
- Власихин, Николай Иванович (1 апреля 1923 — 7 июня 1991) — старшина, полный кавалер ордена Славы, родился в деревне Прислонце.
- Горячевский Александр Прокопьевич (5 сентября 1938) — генерал-майор, военный хирург, основатель и начальник главного клинического госпиталя пограничных войск ФПС РФ (1980—2004), главный научный сотрудник Пограничного НИЦ, родился в деревне Ворончихе.
- Кузнецова, Нина Алексеевна (10 января 1887 года — 14 мая 1938 года) — святая мученица, канонизирована Архиерейским Собором Русской Православной Церкви 20 августа 2000 года.
- Леонид Устьнедумский (ок. 1551 — 17 июля 1654) — иеромонах, Преподобный, основал Устьнедумский монастырь.
- Лычаков, Степан Александрович (25 апреля 1909 — 28 мая 1968) — старшина, Герой Советского Союза (26 октября 1943), родился в деревне Чируховской.
- Плюснин, Анатолий Николаевич (29 сентября 1937 — 1 марта 1996) — звеньевой-картофелевод совхоза «Лальский», Герой Социалистического Труда (1973), родился в деревне Исаково.
- Семериков, Валерий Анатольевич (р. 28 июня 1954) — генерал-полковник, первый заместитель директора ФПС России, заместитель Генерального секретаря ОДКБ, родился в деревне Гавриловская.
- Сластихин, Алексей Иванович (3 августа 1924 — 4 марта 2009) — генерал-майор, Герой Советского Союза (29 октября 1943), родился в деревне Жёлтикове.
- Суфтин, Георгий Иванович (22 января 1906 — 23 декабря 1965) — русский советский писатель, поэт и журналист, родился в деревне Антюшевская.

## Достопримечательности
- Древний город Лальск, основанный новгородцами, бежавшими от репрессий Ивана Грозного в XVI веке.
- Часовня Леонида Устьнедумского. Часовня построена на месте, где 17 февраля 1608 года храм был воздвигнут и освящён во имя Введения во храм Пресвятой Богородицы с перенесением иконы Одигитрии. Для строительства обители преподобный решил осушить болотистое место. Копая ров, он был ужален змеёй, но остался жив, как и было возвещено ему во сне. Свершилось чудо, с тех пор в тех местах (Лузский и Подосиновский районы Кировской области) по сегодняшний день, нет змей и ужей. После этого «как от неисчерпаемого источника, потекли от неё исцеления и чудеса». По сей день источник построенный Леонидом Устьнедумским и освещенный не замерзает даже в лютый мороз. Многие жители и гости Лузского района считают священным долгом искупаться в этом источнике в крещение.

### Список объектов культурного наследия народов России, расположенных в Лузском районе
Без учёта выявленных и исключенных из реестра, утерянных
| №  | Изображение | Объект наследия                                                                    | Дата создания  | Адрес                                                                   | Категория значения | Государственная регистрация                                       |
| -- | ----------- | ---------------------------------------------------------------------------------- | -------------- | ----------------------------------------------------------------------- | ------------------ | ----------------------------------------------------------------- |
| 1  |             | Покровская (Трехсвятительская) церковь                                             | 1750           | расположен вне черты населённого пункта 60°40′30″ с. ш. 47°30′12″ в. д. | федеральная        | 431410083320006                                                   |
| 2  |             | Церковь Успения Пресвятой Богородицы в Лальске                                     | начало XVIII в | п. Лальск, ул. Пролетарская, 21                                         | федеральная        | 431420178840006 431410178840016 431420178840006                   |
| 3  |             | Преображенская церковь                                                             | 1754           | расположен вне черты населённого пункта 60°38′23″ с. ш. 47°20′42″ в. д. | федеральная        | 431410176080006                                                   |
| 4  |             | Рождественская церковь                                                             | 1773           | Лузский район, с. Учка                                                  | региональная       | 431710916870005                                                   |
| 5  |             | Михаило-архангельская церковь                                                      | 1896           | Верхне-Лалье Лузского района                                            | региональная       | 431710916860005                                                   |
| 6  |             | Воскресенский собор                                                                | XVII-XVIII вв. | п. Лальск, пер. Набережный, 2                                           | федеральная        | 431420178770006                                                   |
| 7  |             | Церковь Иоанна Предтечи                                                            | 1714           | п. Лальск, пл. Луначарского, д. 5                                       | федеральная        | 431410177190026                                                   |
| 8  |             | Спасская церковь                                                                   | 1730           | п. Лальск, ул. Урицкого, 2                                              | федеральная        | 431410177190036                                                   |
| 9  |             | Благовещенский собор                                                               | 1732           | п. Лальск, ул. Набережная, д. 2                                         | федеральная        | 431410082280006                                                   |
| 10 |             | Богоявленская церковь                                                              | 1711           | п. Лальск, пер. Набережный, 10                                          | федеральная        | 431410177190016 431420177190006                                   |
| 11 |             | Колокольня                                                                         | 1743           | п. Лальск, пер. Набережный, 2                                           | федеральная        | 431410178770016                                                   |
| 12 |             | Воспитательный дом                                                                 | 1712           | п. Лальск, пл. Луначарского                                             | федеральная        | 431410177190046                                                   |
| 13 |             | Лальская бумажная фабрика памятник событиям гражданской войны (1919 г.)            | XIX в.         | п. Лальск, ул. Гагарина, 36                                             | региональная       | 431710916850005                                                   |
| 14 |             | Могилы воинов Великой Отечественной войны, погибших от ран в госпиталях (60 могил) | 1942-1945 гг.  | г. Луза, городское кладбище                                             | региональная       | 431720953180005                                                   |
| 15 |             | Устьнедумская Богородицкая церковь                                                 | 1763           | Лузский район, д. Озерская, ул. Набережная, 27                          | федеральная        | 461410033910006 подлежит представлению с использованием координат |

См. также: Министерство культуры Кировской области. Перечни объектов культурного наследия (памятников истории и культуры) народов Российской Федерации. Архивировано из оригинала 9 декабря 2018 года..